# Pierre Pierlot
Pierre Pierlot, (26 d'abril de 1921 a París - ídem. 9 de gener, 2007), va ser un oboista de música clàssica francès. El seu virtuosisme, l'extensió del seu repertori i les seves nombroses col·laboracions musicals el converteixen en un dels mestres de l'oboè francès del segle xx.

## Biografia
Després d'estudis musicals al Conservatori de Valenciennes amb Gaston Longatte, Pierre Pierlot va ingressar al Conservatori de París a la classe de Louis Bleuzet i el 1941 va obtenir un primer premi d'oboè i música de cambra, a la classe de Fernand Oubradous. Va escapar per poc de la deportació a Alemanya. L'any 1949 va guanyar el primer premi al concurs internacional de Ginebra, del qual va ser membre del jurat diverses vegades, així com els de Múnic i Budapest.
L'any 1946, de la seva amistat amb el flautista Jean-Pierre Rampal, neix el Quintet de vent francès amb Jacques Lancelot al clarinet, Gilbert Coursier a la trompa i Paul Hongne al fagot. El 1951, Pierre Pierlot va cofundar el "Barroc Ensemble" de París amb Robert Veyron-Lacroix i Robert Gendre.
Després dels Concerts Lamoureux on va interpretar la "Symphonie concertante" de Jacques Ibert, es va incorporar a l'orquestra de l'Opéra-comique el 1947 fins a la seva clausura el 1972, convertint-se en oboè principal de l'orquestra de l'Òpera Nacional de París. Nomenat professor de música de cambra el 1969 al Conservatori Nacional de París, va prendre el relleu de la classe d'oboè d'Étienne Baudo el 1974 fins al 1986. Durant aquest període, 47 dels seus alumnes van obtenir el Primer Premi.

## Activitat
Dotat d'un virtuosisme que esdevindria ràpidament llegendari, Pierre Pierlot va cridar ràpidament l'atenció de Michel Garcin, director artístic d'Erato. Amb aquest segell, va participar en més de 200 enregistraments com a concertista, amb els directors Jean-François Paillard i Claudio Scimone, o amb el seu amic Jacques Chambon tocant el segon oboè. Com a músic d'orquestra, va participar en l'enregistrament de nombroses obres religioses amb Fritz Werner, Karl Ristenpart i Stéphane Caillat. Les seves activitats com a músic de cambra també li van permetre gravar desenes d'àlbums amb el "Paris Wind Quintet", amb el "Paris Baroque Ensemble" i com a duo amb Robert Veyron-Lacroix. En una quarantena d'enregistraments, també es troba en companyia del trompetista Maurice André.
Reconegut arreu del món per les seves interpretacions, serà el dedicat del concert de Milhaud (1958) i del concert de Martelli (1972). Avui, els seus enregistraments de concerts d'Antonio Vivaldi, Tomaso Albinoni i altres com de Bach encara són referències.
El seu fill Philippe és flautista de l'Orquestra Nacional de França.

## Enregistraments
En total, Pierre Pierlot va fer 241 enregistraments: un rècord per a un oboïste.
- Completa 12 Concerts de Tomaso Albinoni per a 1 o 2 oboès[4]
- Concerts complets de Vivaldi amb Claudio Scimone
- Tres Concerts de Brandenburg complets de Bach amb Redel, Ristenpart i Paillard
- Quantitat de concerts de compositors italians, francesos i alemanys, amb una dotzena de directors diferents, sent J. F. Paillard el més buscat.
- Més de 150 peces de música de cambra, en duo, trio quartet o quintet
- Participació en l'enregistrament d'una cinquantena de cantates i les passions de Bach, en particular amb Fritz Werner.